# Dancing on Ice
Dancing on Ice est une émission de télévision britannique, de compétition de danse sur glace. 
Dans chaque saison, chaque célébrité est associée à un professionnel de la patinage et doit, chaque semaine, s'entrainer pour montrer le résultat devant le jury et le public.
Le jury note chaque couple de 0 à 10. Chaque semaine, le public vote après les performances des couples, et l'un d'eux est éliminé. 
L'émission est diffusée par la chaîne britannique ITV depuis le 14 janvier 2006. 
En France, l'équivalent de cette émission est Ice Show, diffusée sur M6 en 2013. Aux États-Unis Skating with the Stars a été diffusée en 2010.

## Présentation

Presenters gallery
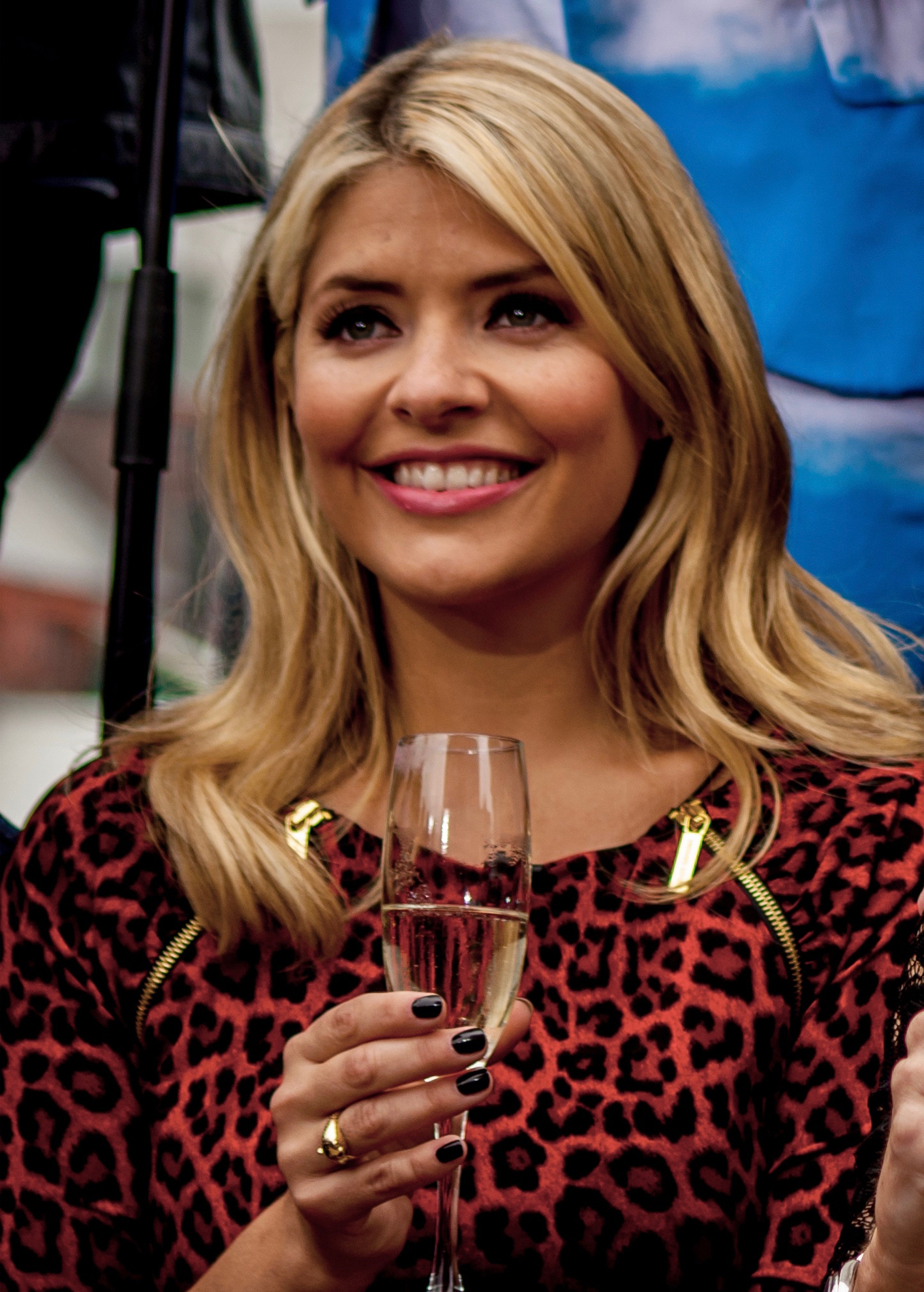
Holly Willoughby (2006–2011, 2018—)
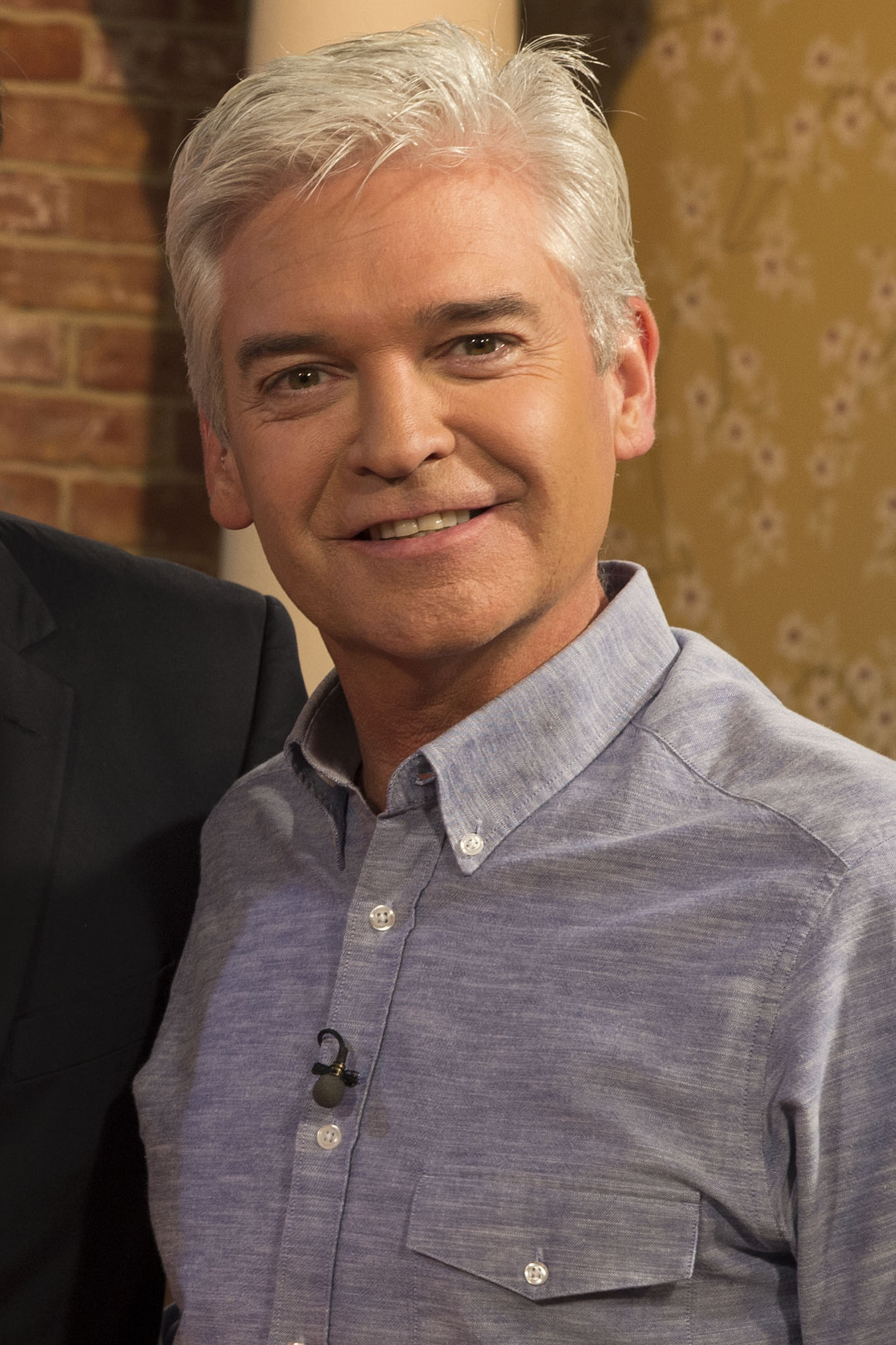
Phillip Schofield (2006–2014, 2018–2023)
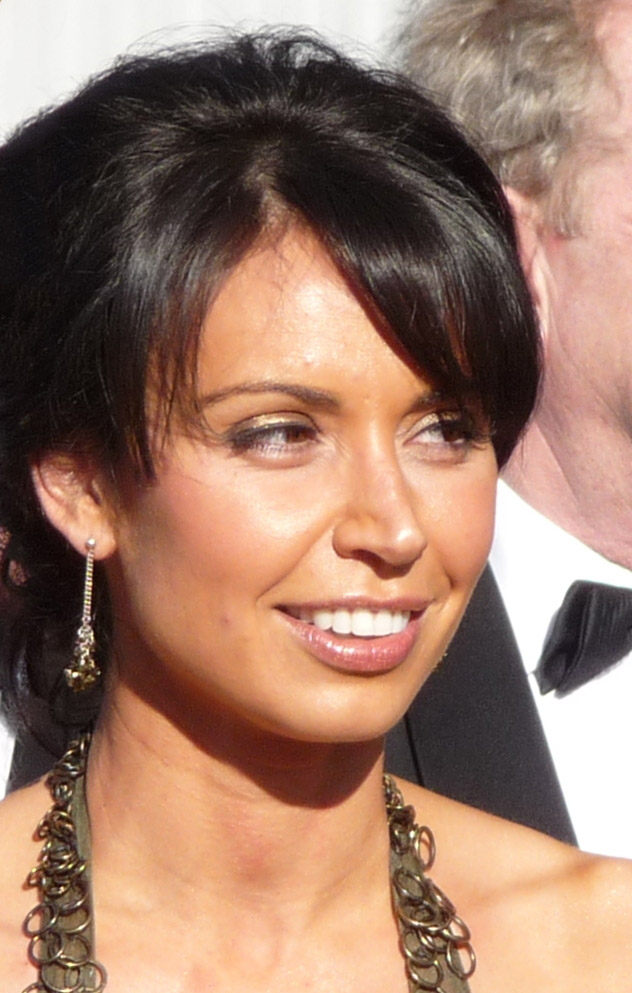
Christine Lampard (2012–2014)

| Présentateurs               | - Philip Schofield, depuis 2006 - Holly Willoughby, 2006–2011, depuis 2018 |
| Anciens présentateurs       | - Christine Lampard, 2012–2014                                             |
| Présentateurs des Backstage | - Jordan Banjo, 2018 - Kem Cetinay, depuis 2019                            |

## Panel du jury
| Juges actuels | - Christopher Dean, depuis 2018 - Jayne Torvill, depuis 2018 - Ashley Banjo, depuis 2018 - John Barrowman, depuis 2020 |
| Anciens juges | - Robin Cousins, 2006–2014 - Karen Barber, 2006–14 - Jason Gardiner, 2006–2011, 2013–2019 - Nicky Slater, 2006–2010 - Karen Kresge, 2006 - Natalia Bestemianova, 2007 - Ruthie Henshall, 2008–2019 - Emma Bunton, 2010–2011 - Louie Spence, 2012 - Katarina Witt, 2012 - Ashley Roberts, 2013–2014 |
| Juges invités | - Michael Ball, 2010 - Angela Rippon, 2010 - Nicky Slater, 2014 |

## Déroulement des saisons
| Saison       | Lancement       | Finale       | Nombre de couple | Nombre de semaine | Première place                    | Deuxième place                          | Troisième place                      |
| ------------ | --------------- | ------------ | ---------------- | ----------------- | --------------------------------- | --------------------------------------- | ------------------------------------ |
| 1            | 14 janvier 2006 | 4 mars 2006  | 10               | 8                 | Gaynor Faye & Daniel Whiston      | Stefan Booth & Kristina Lenko           | Bonnie Langford & Matt Evers         |
| 2            | 20 janvier 2007 | 17 mars 2007 | 11               | 9                 | Kyran Bracken & Melanie Lambert   | Clare Buckfield & Andrei Lipanov        | Duncan James & Maria Filippov        |
| 3            | 13 janvier 2008 | 16 mars 2008 | 13               | 10                | Suzanne Shaw & Matt Evers         | Chris Fountain & Frankie Poultney       | Zaraah Abrahams & Fred Palascak      |
| 4            | 11 janvier 2009 | 22 mars 2009 | 13               | 11                | Ray Quinn & Maria Filippov        | Donal MacIntyre & Florentine Houdinière | Jessica Taylor & Pavel Aubrecht      |
| 5            | 10 janvier 2010 | 28 mars 2010 | 14               | 12                | Hayley Tamaddon & Daniel Whiston  | Gary Lucy & Maria Filippov              | Kieron Richardson & Brianne Delcourt |
| 6            | 9 janvier 2011  | 27 mars 2011 | 16               | 12                | Sam Attwater & Brianne Delcourt   | Laura Hamilton & Colin Ratushniak       | Chloe Madeley & Michael Zenezini     |
| 7            | 8 janvier 2012  | 25 mars 2012 | 15               | 12                | Matthew Wolfenden & Nina Ulanova  | Jorgie Porter & Matt Evers              | Chico & Jodeyne Higgins              |
| 8            | 6 janvier 2013  | 10 mars 2013 | 12               | 10                | Beth Tweddle & Daniel Whiston     | Matt Lapinskas & Brianne Delcourt       | Luke Campbell & Jenna Smith          |
| 9 (All star) | 5 janvier 2014  | 9 mars 2014  | 14               | 10                | Ray Quinn & Maria Filippov        | Hayley Tamaddon & Daniel Whiston        | Beth Tweddle & Łukasz Różycki        |
| 10           | 7 janvier 2018  | 11 mars 2018 | 12               | 10                | Jake Quickenden & Vanessa Bauer   | Brooke Vincent & Matej Silecky          | Max Evans & Ale Izquierdo            |
| 11           | 6 janvier 2019  | 10 mars 2019 | 12               | 10                | James Jordan & Alexandra Schauman | Wes Nelson & Vanessa Bauer              | Saara Aalto & Hamish Gaman           |
| 12           | 5 janvier 2020  | 8 mars 2020  | 12               | 10                | Joe Swash                         | Perri Kiely                             | Libby Clegg                          |
| 13           | 17 janvier 2021 | 14 mars 2021 | 16               | 8                 | Sonny Jay                         | Faye Brookes                            | Colin Jackson                        |

### Saison 8 (2013)
L'émission est diffusée du 6 janvier au 10 mars 2013.
| Candidat        | Occupation                                | Partenaire          | Arrivée semaine | Départ semaine | Statut    |
| --------------- | ----------------------------------------- | ------------------- | --------------- | -------------- | --------- |
| Beth Tweddle    | Championne de Gymnastique artistique      | Daniel Whiston      | 1               | 10             | Vainqueur |
| Matt Lapinskas  | Ancien acteur d'EastEnders                | Brianne Delcourt    | 1               | 10             | Deuxième  |
| Luke Campbell   | Champion olympique de boxe                | Jenna Smith         | 2               | 10             | Troisième |
| Gareth Thomas   | Ancien joueur de rugby gallois            | Robin Johnstone     | 2               | 9              | Abandon   |
| Samia Ghadie    | Actrice dont Coronation Street            | Sylvain Longchambon | 1               | 8              | Éliminé   |
| Keith Chegwin   | Acteur et animateur de télévision         | Olga Sharutenko     | 1               | 7              | Éliminé   |
| Joe Pasquale    | Comédien                                  | Vicky Ogden         | 2               | 6              | Éliminé   |
| Shayne Ward     | Chanteur ayant remporté The X Factor UK   | Maria Filippov      | 1               | 5              | Éliminé   |
| Anthea Turner   | Animatrice de télévision                  | Andrew Buchanan     | 2               | 4              | Éliminée  |
| Oona King       | Politicienne membre du Parti travailliste | Mark Hanretty       | 2               | 3              | Éliminée  |
| Lauren Goodger  | Ancienne vedette de The Only Way Is Essex | Michael Zenezini    | 2               | 2              | Éliminée  |
| Pamela Anderson | Actrice et activiste canado-américaine    | Matt Evers          | 1               | 1              | Éliminée  |

- Joe a remporté en 2004 I'm a Celebrity… Get Me Out of Here!, saison 4.
- Anthea a participé en 2001 à Celebrity Big Brother, saison 1.
- Lauren a participé en 2014 à Celebrity Big Brother, saison 14.
- Pamela a participé à Dancing with the Stars saisons 10 et 15 en 2010 et 2012, à Bailando por un Sueño saison 7 en 2011, et à Danse avec les stars saison 9 en 2018.

### Saison 12 (2020)
Avant le début de la compétition, Michael Barrymore s'étant blessé, il doit abandonner, et est remplacé par Radzi Chinyanganya. 
L'émission est diffusée du 5 janvier au 8 mars 2020.
C'est Joe Swash qui remporte l'émission, 12 ans après I'm a Celebrity… Get Me Out of Here! UK, également sur ITV. 
| Candidat           | Occupation                                            | Partenaire                                       | Arrivée semaine | Départ semaine | Statut    |
| ------------------ | ----------------------------------------------------- | ------------------------------------------------ | --------------- | -------------- | --------- |
| Joe Swash          | Ancien acteur d'EastEnders et animateur de télévision | Alexandra Schauman                               | 1               | 10             | Vainqueur |
| Perri Kiely        | Danseur membre du groupe Diversity                    | Vanessa Bauer                                    | 1               | 10             | Deuxième  |
| Libby Clegg        | Sprinteuse paralympique écossaise                     | Mike Hanretty                                    | 2               | 10             | Troisième |
| Ben Hanlin         | Magicien et personnalité de télévision                | Carlotta Edwards                                 | 1               | 9              | Éliminé   |
| Lisa George        | Actrice dont Coronation Street                        | Tom Naylor                                       | 1               | 8              | Éliminée  |
| Maura Higgins      | Vedette de télévision révélée par Love Island         | Alexander Demetriou                              | 2               | 7              | Éliminée  |
| Ian "H" Watkins    | Chanteur membre du groupe Steps et acteur gallois     | Matt Evers                                       | 1               | 6              | Éliminé   |
| Kevin Kilbane      | Ancien footballeur international irlandais            | Brianne Delcourt                                 | 2               | 5              | Éliminé   |
| Caprice Bourret    | Mannequin et actrice                                  | Hamish Gaman (Semaine 2) Oscar Peter (Semaine 4) | 2               | 5              | Abandon   |
| Radzi Chinyanganya | Ancien animateur de Blue Peter                        | Vanessa Bauer                                    | 2               | 4              | Éliminé   |
| Lucrezia Millarini | Journaliste d'ITV                                     | Brendyn Hatfield                                 | 2               | 3              | Éliminée  |
| Trisha Goddard     | Présentatrice de télévision                           | Łukasz Różycki                                   | 1               | 2              | Éliminée  |
| Michael Barrymore  | Acteur, humoriste, et présentateur de jeux télévisés  | Alex Murphy                                      | 0               | 0              | Abandon   |

- Caprice a participé en 2005 à Celebrity Big Brother, saison 3. En 2019 elle participe à Celebs on the Farm, saison 2.
- Ian a été finaliste en 2007 de Celebrity Big Brother, saison 5.
- Joe a remporté en 2008 la version anglaise d'I'm a Celebrity… Get Me Out of Here!, saison 8.
- Michael a été finaliste en 2006 de Celebrity Big Brother, saison 4.
- Perri a remporté avec son groupe de danse Diversity en 2009 Britain's Got Talent, saison 3.

### Saison 13 (2021)
Myleene Klass et Jason Donovan se retrouvent de nouveaux en compétition, quinze ans après leurs participation à I'm a Celebrity... Get Me Out of Here! 6, toujours sur ITV.
L'émission débute le 17 janvier 2021, et se termine le 14 mars 2021. Cette saison a durée 8 semaines, car plusieurs célébrités ont dû abandonner à la suite de blessures, ou avoir été testés positives au COVID-19. 
| Candidat         | Occupation                                      | Partenaire         | Arrivée semaine | Départ semaine | Statut    |
| ---------------- | ----------------------------------------------- | ------------------ | --------------- | -------------- | --------- |
| Sonny Jay        | Animateur sur Capital FM                        | Angela Egan        | 2               | 8              | Vainqueur |
| Faye Brookes     | Actrice dont Coronation Street                  | Hamish Gaman       | 2               | 8              | Deuxième  |
| Colin Jackson    | Athlète du 110 mètres haies                     | Klabera Komini     | 2               | 8              | Troisième |
| Lady Leshurr     | Rappeuse                                        | Brendyn Hatfield   | 1               | 7              | Éliminée  |
| Rebekah Vardy    | Personnalité médiatique et femme de Jamie Vardy | Andy Buchanan      | 2               | 6              | Éliminée  |
| Jason Donovan    | Acteur et chanteur australien                   | Alexandra Schauman | 1               | 6              | Abandon   |
| Amy Tinkler      | Gymnaste artistique                             | Joe Johnson        | 3               | 5              | Éliminée  |
| Joe-Warren Plant | Acteur dont Emmerdale                           | Vanessa Bauer      | 1               | 5              | Abandon   |
| Matt Richardson  | Comédien et animateur de télévision             | Vicky Ogden        | 4               | 4              | Éliminé   |
| Billie Shepherd  | Ancienne vedette de The Only Way Is Essex       | Mark Hanretty      | 2               | 4              | Abandon   |
| Rufus Hound      | Comédien et animateur de télévision             | Robin Johnstone    | 1               | 4              | Abandon   |
| Graham Bell      | Ancien champion de ski                          | Yebin Mok          | 2               | 3              | Éliminé   |
| Denise van Outen | Actrice, chanteuse, animatrice de télévision    | Matt Evers         | 1               | 3              | Abandon   |
| Myleene Klass    | Chanteuse et animatrice de télévision           | Łukasz Różycki     | 2               | 2              | Éliminée  |

- Rebekah a participé à I'm a Celebrity... Get Me Out of Here! UK saison 17, en 2017.
- Myleene a participé à I'm a Celebrity... Get Me Out of Here! UK saison 6, en 2006. Elle terminera à la 2e place.
- Jason a participé à I'm a Celebrity... Get Me Out of Here! UK saison 6, en 2006. Il terminera à la 3e place.

### Saison 14 (2022)
| Candidat        | Occupation                                            | Partenaire         | Arrivée semaine | Départ semaine | Statut    |
| --------------- | ----------------------------------------------------- | ------------------ | --------------- | -------------- | --------- |
| Regan Gascoigne | Danseur et fils de Paul Gascoigne                     | Karina Manta       | 2               | 10             | Vainqueur |
| Brendan Cole    | Ancien chorégraphe de Strictly Come Dancing           | Vanessa Bauer      | 1               | 10             | Deuxième  |
| Kimberly Wyatt  | membre du groupe The Pussycat Dolls et danseuse       | Mark Hanretty      | 1               | 10             | Troisième |
| Connor Ball     | Membre du groupe The Vamps                            | Alexandra Schauman | 2               | 9              | Éliminé   |
| Kye Whyte       | Coureur cycliste                                      | Tippy Packard      | 1               | 9              | Éliminé   |
| Stefanie Reid   | Paralympienne d'athlétisme                            | Andy Buchanan      | 2               | 8              | Éliminée  |
| Sally Dynevor   | Actrice dont Coronation Street                        | Matt Evers         | 1               | 7              | Éliminée  |
| Bez             | Membre du groupe Happy Mondays et danseur             | Angela Egan        | 1               | 6              | Éliminé   |
| Liberty Poole   | Vedette dont Love Island                              | Joe Johnson        | 2               | 5              | Éliminée  |
| Rachel Stevens  | Chanteuse et actrice, anciennement membre du S Club 7 | Brendyn Hatfield   | 3               | 4              | Éliminée  |
| Ria Hebden      | Animatrice de télévision                              | Łukasz Różycki     | 1               | 3              | Éliminée  |
| Ben Foden       | Joueur international anglais de rugby à XV            | Robin Johnstone    | 2               | 2              | Éliminé   |

- Bez a remporté Celebrity Big Brother 3 UK en 2005.
- Brendan a participé à The X Factor: Celebrity en 2019.
- Regan est le fils de Paul (candidat de L'isola dei famosi 15 en 2021), et le petit frère de Bianca (candidate de Celebrity Big Brother 17 UK en 2019 et Ballando con le stelle 16 en 2021).